# ليف جننار سميرود
ليف جننار سميرود (بالنرويجية البوكمول: Leif Gunnar Smerud)‏ (24 يناير 1977 بستافانغر في النرويج - ) هو مدرب كرة قدم ولاعب كرة قدم نرويجي في مركز الوسط. شارك مع Norway national under-15 association football team ‏ ومنتخب النرويج تحت 17 سنة لكرة القدم ومنتخب النرويج تحت 18 سنة لكرة القدم ومنتخب النرويج تحت 19 سنة لكرة القدم ومنتخب النرويج تحت 20 سنة لكرة القدم ومنتخب النرويج تحت 21 سنة لكرة القدم. أما مع النوادي، فقد لعب مع نادي فيكينغ ونادي ليلستروم ونادي لين وFK Mandalskameratene ‏ وFK Vidar ‏.

## روابط خارجية
- ليف جننار سميرود على موقع الاتحاد الأوربي (الإنجليزية)
- ليف جننار سميرود على موقع اتحاد النرويج (النرويجية)
- ليف جننار سميرود على موقع قاعدة بيانات كرة القدم.إي يو (الإنجليزية)